# Christian Lacroix
Christian Lacroix (Arles, 16 maggio 1951) è uno stilista francese.

## Biografia e carriera
Dopo aver studiato storia dell'arte all'Università di Montpellier, nel 1973 si trasferisce a Parigi dove si iscrive alla Sorbona ed alla École du Louvre, studiando come curatore di musei. Nel 1978 diventa assistente di Guy Paulin di Hermès e dal 1981 lavora presso la casa di moda di Jean Patou. Finalmente nel 1987 fonda la maison Christian Lacroix, la cui linea di abbigliamento Prêt-à-porter viene realizzata ad Ancona.
La produzione di Lacroix, a differenza dell'alta moda del periodo, si ispira alle tradizioni del sud della Francia e della Provenza. Nel 1987, Lacroix riceverà il riconoscimento dello "stilista più influente" dalla CFDA. Nel 1989 vengono aperte nuove boutique a Parigi, Arles, Aix-en-Provence, Tolosa, Londra, Ginevra ed in Giappone.
Nel 2001 la casa di moda Christian Lacroix viene assorbita dal gruppo francese LVMH e l'anno successivo Lacroix diventa direttore artistico dello stilista fiorentino Emilio Pucci. Dal 1999 viene prodotta una linea di profumi e dal 2002 una linea di gioielleria. Dal 2004 Christian Lacroix espande la propria produzione alla lingerie ed all'abbigliamento maschile. Nello stesso anno ha disegnato le uniformi dello staff della Air France.
Nel 2007 realizza il vestito color champagne indossato da Helen Mirren in occasione dei Premi Oscar 2007, giudicato dalla stampa uno dei migliori mai apparsi sul red carpet, e che l'attrice ha definito come "la cosa più comoda che abbia mai indossato", al punto da aver dichiarato di averlo indossato senza alcuna biancheria, creando un certo scalpore fra i media.
La mostra "Christian Lacroix Costumier" al Museo Nazionale di Singapore a partire da marzo al giugno 2009 presenta il disegno del costume del Christian Lacroix per l'opera, il teatro, il ballo e la musica.
Nel 2013 il designer è stato chiamato dal Gruppo Della Valle per il rilancio del marchio storico parigino di Haute Couture 'Schiaparelli,  acquisito nel 2012, soffiando il posto ad un altro fuoriclasse della moda, ossia John Galliano.